# Gal Circle
Gal Circle (ギャルサー, Gyaru Sā) est un drama japonais en onze épisodes de 54 minutes diffusé du 15 avril au 24 juin 2006 sur NTV. Il s'agit du premier drama dans lequel Naohito Fujiki joue le rôle principal.
Cette série est inédite dans tous les pays francophones.

## Synopsis
Des adolescentes qui aiment danser la danse de rue Para-Para et plus généralement sortir dans le quartier de Shibuya au Japon sont connues sous le nom de "Gal" et forment des groupes appelés "Gal Circle". Les membres des "Gal Circles" ont différentes origines, personnalités et style de mode mais sont unies dans leur rébellion contre l'injustice de la société. Les belles filles de Angel Heart, un des plus grands "Gal Circle" de Shibuya sont en conflit permanent avec les autorités de l'union des magasins du centre-ville de Shibuya, quand un jour, un mystérieux cowboy atterrit dans la ville. Il est intrépide et fidèle dans sa façon de vivre par sa conviction "Chacun doit vivre une honnête vie". Dans ses rencontres avec le "Gal Circle" de Shibuya, ce nouveau héros aide les filles résoudre des conflits et règle les problèmes de façon bizarre et loufoque, tout en leur enseignant une importante leçon morale.

## Distribution
- Naohito Fujiki (en) : Kitajima Shinnosuke
- Erika Toda : Saki
- Emi Suzuki (en) : Remi
- Yui Aragaki : Nagisa
- Mayuko Iwasa : Rika
- Mari Yaguchi : Yurika
- Aimi Satsukawa (ja) : Shizuka
- Natsuko (en) : Sumire
- Arata Furuta (en) : Geronimo
- Nana Yamauchi : Momo
- Katsuhisa Namase
- Youichi Nukumizu
- Satoko Oshima
- Yu Kamiwaki (ja) : Yayoi
- Rieko Miura : Akiko
- Ryuta Sato (en) : Ichinose-kun (Police Officer)
- Yosuke Kawamura
- Tetsu Watanabe (guest)
- Yoshika Kato
- Makoto Akita
- Hiroyuki Kishi
- Yukina Takase (ja) : Youko
- Ken Maeda (en) (ep2)
- Kinako Kobayashi (ep9)